# Municipio de Marion (condado de Sanilac)
El municipio de Marion (en inglés: Marion Township) es un municipio ubicado en el condado de Sanilac en el estado estadounidense de Míchigan. En el año 2010 tenía una población de 1659 habitantes y una densidad poblacional de 17,75 personas por km².

## Geografía
El municipio de Marion se encuentra ubicado en las coordenadas 43°33′35″N 82°41′34″O / 43.55972, -82.69278. Según la Oficina del Censo de los Estados Unidos, el municipio tiene una superficie total de 93.47 km², de la cual 93,44 km² corresponden a tierra firme y (0,03 %) 0,03 km² es agua.

## Demografía
Según el censo de 2010, había 1659 personas residiendo en el municipio de Marion. La densidad de población era de 17,75 hab./km². De los 1659 habitantes, el municipio de Marion estaba compuesto por el 96,26 % blancos, el 0,18 % eran afroamericanos, el 0,72 % eran amerindios, el 0,18 % eran asiáticos, el 1,33 % eran de otras razas y el 1,33 % eran de una mezcla de razas. Del total de la población el 5,42 % eran hispanos o latinos de cualquier raza.